# Raúl Fernández (cinéma)
Pour les articles homonymes, voir Raúl Fernández.
Raúl Fernández est un réalisateur et scénariste mexicain né le 23 novembre 1923 à Piedras Negras (Mexique).

## Filmographie

### comme réalisateur
- 1967 : La Carcachita
- 1977 : Ultraje
- 1979 : Fuego negro
- 1983 : Lola la trailera
- 1985 : El Secuestro de Lola
- 1986 : Maten al fugitivo
- 1988 : La Rielera
- 1988 : La Guerrera vengadora
- 1994 : Juana la Cubana

### comme scénariste
- 1993 : Anything for Love (en)
- 1994 : Juana la Cubana